# Carolus Poma
Carolus (Karel) Poma (Gent, 10 februari 1882 - 1 augustus 1962) was een Belgisch liberaal en vrijzinnig politicus. Hij was burgemeester van Wilrijk gedurende één bestuursperiode, van 1953 tot 1958. 
Carolus Poma (niet te verwarren met zijn zoon, baron Karel Poma, PVV-politicus en minister). Carolus Poma werd geboren in een gezin waarvan de vader een liberaal, Vlaamsgezind en vrijzinnig onderwijzer was. Na vervullen van zijn militaire dienstpicht ging Carolus in 1903 in dienst bij het brandweerkorps van Antwerpen. Hij ging in die stad wonen, trad daar in 1909 in het huwelijk met zijn volle nicht Caroline Poma en bracht het nadien bij de brandweer tot luitenant. Na zijn deelname aan het IJzerfront tijdens de Eerste Wereldoorlog nam hij weer de draad op bij de brandweer. In 1932 ging hij daar omwille van gezondheidsredenen met vervroegd pensioen.
Na zijn pensionering en verhuizing naar Wilrijk was hij vooral actief binnen liberale culturele en sociale verenigingen. Van 1935 tot 1943 was hij secretaris van het in 1911 opgerichte Algemeen Verbond van Ambtenaren en Bedienden, onder andere ten behoeve van de vakbond van het stadspersoneel. Verder was hij actief binnen het Willemsfonds en de Koninklijke Liberale Fanfare De Vrijheidsvrienden.

## Politiek
Carolus Poma stelde zich in 1946 voor de eerste maal kandidaat bij de gemeenteraadsverkiezingen van Wilrijk. Hij werd verkozen, maar belandde als enige liberaal in de oppositie. In 1952 was hij opnieuw lijsttrekker. In de gemeenteraad vormde hij vervolgens een meerderheid met de socialisten en werd de nieuwe burgemeester.
In die functie was Poma ook bevoegd voor het onderwijs. Met de overdracht van de Gemeentelijke Jongensschool naar het Rijksonderwijs werd in 1955 zijn opmerkelijkste besluit genomen.
In 1958 hoopte hij bij de verkiezingen terug te keren als lijsttrekker, maar de partijleden kozen voor André Grootjans. Daarop nam Carolus Poma ontslag uit alle bestuursfuncties die hij tot dan bekleedde.
Hij was de vader van de later PVV-politicus en minister, baron Karel Poma.